# Hossam Hassan (Fußballspieler, 1966)
Hossam Hassan (arabisch حسام حسن, DMG Ḥusām Ḥasan, * 10. August 1966 in Helwan) ist ein ehemaliger ägyptischer Fußballspieler und derzeitiger -trainer. Er war ägyptischer und afrikanischer Rekordnationalspieler, bis Ahmed Hassan seinen Rekord von 169 Länderspielen im Halbfinale des Afrika-Cups 2010 gegen Kamerun einstellte. Er ist auch der Spieler, der die meisten Treffer für sein Nationalteam erzielte.
Am 8. Juni 1997 absolvierte er gegen Tunesien als erster Afrikaner sein 100. Länderspiel. Am 8. Oktober 2000 beim Freundschaftsspiel der ägyptischen Fußballnationalmannschaft gegen Sudan bestritt Hassan sein 150. Länderspiel.
Nach der Fußball-Afrikameisterschaft 2006 war er mit 169 Länderspielen die Nummer 3 der Rekord-Internationalen hinter Mohammad ad-Daʿayyaʿ und Claudio Suárez. Mit 69 erzielten Toren liegt er auf Platz 6 der Torschützen.
Sein Zwillingsbruder Ibrahim bestritt 125 Länderspiele für Ägypten.
Seit Februar 2024 ist er Fußball-Nationaltrainer Ägyptens.